# Nomuraea atypicola
Nomuraea atypicola är en svampart som först beskrevs av Yasuda, och fick sitt nu gällande namn av Samson 1974. Nomuraea atypicola ingår i släktet Nomuraea och familjen Clavicipitaceae.   Inga underarter finns listade i Catalogue of Life.